# Chester C. Wood
Chester C. Wood (* 5. Juli 1903; † 24. Juli 1965) war ein US-amerikanischer Vizeadmiral der US Navy, der unter anderem zwischen 1952 und 1955 stellvertretender Kommandeur des Naval War College war.

## Leben

### Ausbildung zum Seeoffizier
Wood trat nach dem Schulbesuch in die US Navy ein und absolvierte die US Naval Academy in Annapolis, die er 1924 abschloss. Zu seinen Lehrgangskameraden gehörte unter anderem Bernard L. Austin, der später Präsident des Naval War College war. Nach dem Abschluss der US Naval Academy fand er Verwendung als Seeoffizier auf verschiedenen Schiffen und absolvierte zwischenzeitlich ein Studium an der Naval Postgraduate School (NPS) in Annapolis, das er 1930 abschloss. Im Anschluss absolvierte er noch von 1930 bis 1931 ein postgraduales Studium an der Harvard University.
Danach war Wood Offizier auf verschiedenen Schiffen wie Kreuzern und Zerstörern der US Atlantic Fleet, der US Pacific Fleet sowie der US Asiatic Fleet, ehe er zwischen 1939 und 1941 Dienst an der US Naval Academy versah, und zwar erst als Adjutant des Superintendenten und danach als Sekretär des Akademischen Ausschusses. In diesen Funktionen befasste er sich mit allen Arbeiten des akademischen Betriebes wie Lehrplan, Fakultätspersonal, Ausbildungsmethoden, Zugangsbestimmungen, Schülerleistungen und anderen.

### Zweiter Weltkrieg
Nach dem Eintritt der Vereinigten Staaten in den Zweiten Weltkrieg am 8. Dezember 1941 wurde Wood Kommandant des im Nordatlantik eingesetzten Zerstörers USS Bristol sowie anschließend 1942 erst Operationsoffizier und kurze Zeit später Chef des Stabes des kommandierenden Admirals aller Truppenverbände im Nordatlantik. Für die dortigen Verdienste wurde ihm der Legion of Merit verliehen.
1943 wurde Wood stellvertretender Aide-de-camp für die Marine von US-Präsident Franklin D. Roosevelt und als solcher auch zuständig für den Kartenraum des Weißen Hauses sowie Begleiter des Präsidenten bei dessen Truppenbesuchen. 1944 wurde er Kommodore eines Zerstörergeschwaders im Pazifikkrieg und erhielt für seinen Einsatz während der Schlacht um Okinawa das Navy Cross. Für seine Verdienste während der Kapitulation Japans wurde er darüber hinaus mit der Navy & Marine Corps Commendation Medal ausgezeichnet, und zwar als Kommandeur des aus USS Harry E. Hubbard und USS Evans bestehenden Zerstörergeschwaders 64 sowie im Rang eines Kapitän zur See als Leitender Marineoffizier in Dalian.

### Nachkriegszeit und Ausscheiden aus dem aktiven Militärdienst
Nach Kriegsende war Wood vom 3. August 1949 bis zum 4. Februar 1950 Kommandant des Leichten Kreuzer USS Fargo und danach der USS Albany, ein Schwerer Kreuzer der gleichnamigen Albany-Klasse. 1948 war er Absolvent des Naval War College. Daraufhin folgten Verwendungen als Offizier im Stab des US Atlantic Command (USLANTCOM) sowie danach des US European Command (USEUCOM), ehe er Kommandeur einer Zerstörerflottille und der Kreuzer-Zerstörer-Verbände der US-Pazifikflotte war.
Nachdem er als Konteradmiral zwischen 1952 und 1955 stellvertretender Kommandeur des Naval War College war, fungierte er zuletzt bis 1962 als Kommandant des für Connecticut, New York, den nördlichen Teil von New Jersey und das Feuerschiff Nantucket zuständigen Dritten Marinebezirks (Third Naval District), ehe er in den Ruhestand versetzt wurde. Während dieser Zeit übergab er am 12. Dezember 1956 das Little Beaver-Maskottchen an das Zerstörergeschwader 23 (Destroyer Squadron 23).
Nach seinem Ausscheiden aus dem aktiven Militärdienst war Wood zeitweilig Provost des Michael College der Long Island University sowie zeitgleich Vizepräsident für Wirtschaft und Entwicklung dieser Universität.
Ihm wurde neben dem Ritterkreuz der französischen Ehrenlegion auch das Croix de guerre mit Palme verliehen.

## Veröffentlichung
- The Military Aspects of the National Estimate. A Lecture devilvered at Naval War College, 6. February 1962, in: Naval War College Review, April 1962, S. 1–17